# Ruellia decaryi
Ruellia decaryi är en akantusväxtart som beskrevs av Raymond Benoist. Ruellia decaryi ingår i släktet Ruellia och familjen akantusväxter. Inga underarter finns listade i Catalogue of Life.